# Nisís Áyios Yeóryios (ö i Grekland, Sydegeiska öarna)
Nisís Áyios Yeóryios är en ö i Grekland.   Den ligger i prefekturen Kykladerna och regionen Sydegeiska öarna, i den sydöstra delen av landet, 160 km sydost om huvudstaden Aten. Arean är 0,15 kvadratkilometer.
Terrängen på Nisís Áyios Yeóryios är platt. Öns högsta punkt är 12 meter över havet. Den sträcker sig 0,7 kilometer i nord-sydlig riktning, och 0,4 kilometer i öst-västlig riktning.